# Лодыгин (лунный кратер)
Кратер Лодыгин (лат. Lodygin) — большой древний ударный кратер в южном полушарии обратной стороны Луны. Название присвоено в честь русского электротехника Александра Николаевича Лодыгина (1847—1923) и утверждено Международным астрономическим союзом в 1970 г. Образование кратера относится к нектарскому периоду.

## Описание кратера

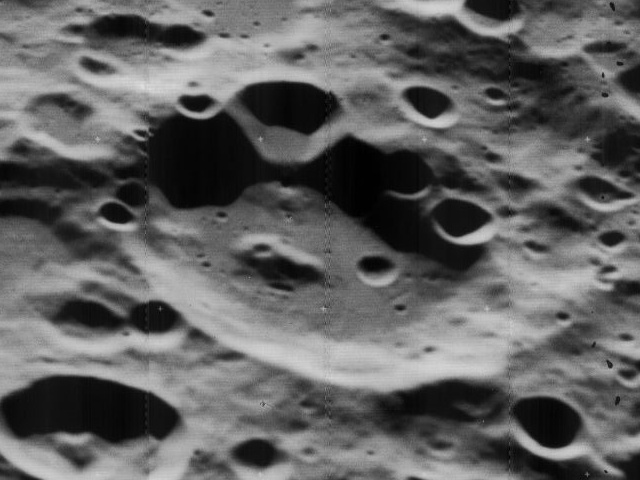
Снимок зонда Lunar Orbiter - V (север справа).

Ближайшими соседями кратера являются огромный кратер Галуа на западе-северо-западе; кратер Мечников на севере-северо-западе; кратер Пашен на востоке-северо-востоке; кратер Штернфельд на востоке-юго-востоке и кратер Вильзинг на юго-западе. Селенографические координаты центра кратера 17°25′ ю. ш. 146°47′ з. д. / 17,42° ю. ш. 146,78° з. д., диаметр 56,1 км, глубина 2,7 км.
Кратер Лодыгин имеет полигональную форму и значительно разрушен за длительное время своего существования. Западная и северная часть вала перекрыта несколькими небольшими кратерами, сильно разрушена и трудно различима на фоне окружающей местности, лучше всего сохранилась восточная часть вала. Дно чаши сравнительно ровное, в северной части чаши расположен небольшой кратер, имеется невысокий округлый центральный пик несколько смещенный к югу от центра чаши. Состав центрального пика - анортозит.

## Сателлитные кратеры
| Лодыгин | Координаты                                              | Диаметр, км |
| ------- | ------------------------------------------------------- | ----------- |
| C       | 15°58′ ю. ш. 145°08′ з. д. / 15,97° ю. ш. 145,13° з. д. | 27,9        |
| F       | 17°45′ ю. ш. 143°28′ з. д. / 17,75° ю. ш. 143,47° з. д. | 47,0        |
| J       | 18°36′ ю. ш. 145°30′ з. д. / 18,6° ю. ш. 145,5° з. д.   | 24,5        |
| L       | 22°40′ ю. ш. 145°43′ з. д. / 22,66° ю. ш. 145,72° з. д. | 22,4        |
| M       | 19°20′ ю. ш. 146°39′ з. д. / 19,33° ю. ш. 146,65° з. д. | 14,0        |
| R       | 18°25′ ю. ш. 149°35′ з. д. / 18,41° ю. ш. 149,59° з. д. | 30,9        |

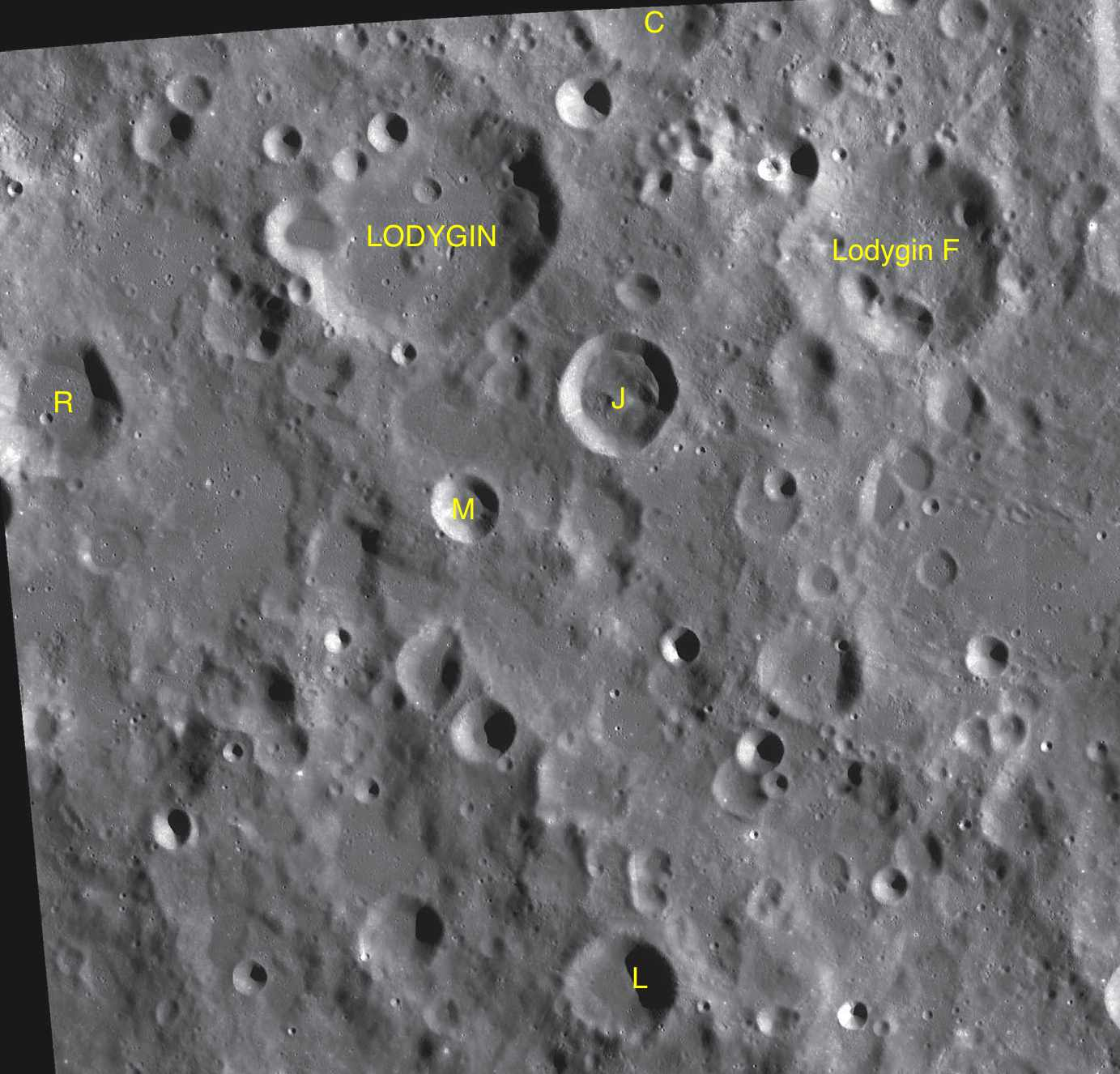
Фрагмент карты LAC-106.

- Сателлитный кратер Лодыгин G в 1991 г. переименован Международным астрономическим союзом в кратер Штернфельд.

## См.также
- Список кратеров на Луне
- Лунный кратер
- Морфологический каталог кратеров Луны
- Планетная номенклатура
- Селенография
- Минералогия Луны
- Геология Луны
- Поздняя тяжёлая бомбардировка